# Žuta podmornica (1968.)
Žuta podmornica (eng. Yellow Submarine) je britanski animirani film, spoj komedije, fantastike i mjuzikla, kojeg je režirao George Dunning 1968. Film je inspiriran istoimenom pjesmom Beatlesa, koji su posudili svoje glasove u pjesmama. Odlike ostvarenja su iznimno neobična animacija i psihodelična priča.

## Ekipa
Režija: George Dunning
Glasovi: John Clive (John Lennon), John Lennon (Pjevajući glas), Geoffrey Hughes (Paul McCartney), Paul McCartney (Pjevajući glas), Ringo Starr (Pjevajući glas), George Harrison (Pjevajući glas) i drugi.

## Radnja
"Bila jednom ... ili dvaput ...zemlja Pepperland". U bajkovitoj zemlji Pepperland vladaju mir i glazba, no jednog dana zli plavi grubijani (izvorno blue meanies) izvrše invaziju i pokore pučanstvo i njenog poglavara Peppera. No, jedan stanovnik, mladi Fred, uspije pobjeći i uz pomoć žute podmornice stići u Veliku Britaniju kako bi pronašao pomoć. Naiđe do Beatlesa - Georgea Harrisona, Johna Lennona, Paula McCartneyja i Ringo Starra - koji pristanu poći s njim kako bi spasili Pepperland. Na svojem putovanju naiđu do bizarnih susreta, od "nigdje čovjeka" (nowhere man) do crnih rupa, te konačno stignu u Pepperland gdje se obračunaju s plavim grubijanima...  

## Zanimljivosti
- "Plavi grubijani" su navodno bili simbol za represiju policije.
- Beatlesi nisu posudili direktno svoje glasove svojim likovima u priči, ali su se pojavili na kraju filma u igranom dijelu te su njihovi glasovi prisutni u pjesmama.

## Pjesme
- "Only A Northern Song"
- "All Together Now"
- "When I'm Sixty-Four"
- "Nowhere Man"
- "With a Little Help From My Friends" (samo manji dio pjesme)
- "Nowhere Man"
- "Lucy in the Sky with Diamonds"
- "Hey Bulldog"
- "It's All Too Much"
- "All You Need Is Love"
- "Pepperland" (George Martin)
- "Sea of Time" (George Martin)
- "Sea of Holes" (George Martin)
- "Sea of Monsters" (George Martin)
- "March of the Meanies" (George Martin)
- "Pepperland Laid Waste" (George Martin)
- "Yellow Submarine in Pepperland" (George Martin)

## Kritike
Kritičar Gregory Weinkauf je napisao: "Film toliko zabavan (i pomalo lud) kao da želi promijeniti pravila o tome što film može biti" a Roger Ebert : "Kao što je Disney već demonstrirao u Fantaziji, te kao što je to i undeground dokazao u posljednjem desetljeću, nema te forme filma koja ima više slobode od animacije. Možete učiniti apsolutno sve s pokretima, bojama, oblicima, perspektivama i svim drugim čemu se sjetite...Ljepota Žute podmornice je ta što ona ostavlja objektivni svijet na stranu i pliva po svijetu od čiste fantazije.". William Arnold je zaključio: "Kako su mnogi kritičari isticali tijekom godina, "Žuta podmornica" ujedno personificira između redaka i točno što su Beatlesi predstavljali emotivno i filozofski u 60-ima; umjetničku hrabrost, veselu nesentimentalnost i novu generaciju koja preuzima i koja naivno vjeruje da svijet stalno postaje bolji".

## Vanjske poveznice
- Žuta podmornica u internetskoj bazi filmova IMDb-a
- Rottentomatoes.com Recenzije